# 일률
물리학에서 일률(power. 기호 P) 또는 공률은 단위시간당 하는 일의 양이다. 이것은 에너지의 흐름으로 생각될 수 있고, 계에서 에너지 변화율과 등가이다.
{\displaystyle P={\frac {dE}{dt}}={\frac {dW}{dt}}}
여기서
P는 일률,
E는 에너지
W는 일
t는 시간을 나타낸다.

## 단위
일률의 단위는 에너지(일)를 시간으로 나눈 값이다. SI 단위계에서 와트(W)로 표시하고 초 당 줄과 같다. 사람의 일률은 대략 100W 정도로 취침 시의 85W에서 격렬한 운동 시에 800W 이상의 일률을 보인다.
기타 단위로는 영국마력(HP), 미터마력(프랑스마력, PS), Cheval Vapeur(CV)가 있다. 1마력(HP)은 745.7W이다. 1마력(PS)은 735.5W이다.

## 같이 보기
- 세기
- 펌프
- 힘 (물리학)
- 일 (물리학)
- 에너지